# ناناسه کیریو
ناناسه کیریو (انگلیسی: Nanase Kiryu؛ زادهٔ ۳۱ اکتبر ۱۹۸۹) بازیکن فوتبال اهل ژاپن است.
از باشگاه‌هایی که در آن بازی کرده‌است می‌توان به اسکای بلو اف‌سی اشاره کرد.
وی همچنین در تیم ملی فوتبال زنان ژاپن بازی کرده‌است.